# Бебекан
Бебека́н — река в России, на Дальнем Востоке, левый приток Омолона. Протекает по территории Северо-Эвенского района Магаданской области, вдали от населённых пунктов. Длина реки составляет 60 км.
Название в переводе с эвен. бэбэкан — «маленькая люлька».

## Данные водного реестра
По данным государственного водного реестра России относится к Анадыро-Колымскому бассейновому округу, речной бассейн реки — Колыма, речной подбассейн — Омолон. Водохозяйственный участок реки — река Омолон. Код объекта в государственном водном реестре — 19010200112119000050087.